# Mesorregión del Noroeste Goiano
La Mesorregión del Noroeste Goiano es una de las cinco  mesorregiones del estado brasileño de Goiás. Es formada por la unión de 23 municipios agrupados en tres  microrregiones. Siendo el municipio más poblado São Miguel do Araguaia.

## Microrregiones
- Aragarças
- Rio Vermelho
- São Miguel do Araguaia

- Datos: Q1922500